# Исчезнувшая империя
«Исче́знувшая импе́рия» (в 2012 году была выпущена другая монтажная версия фильма под названием «Любо́вь в СССР») — художественный фильм Карена Шахназарова.

## Сюжет
1974 год. Сергей и его друг Степан учатся в Московском педагогическом институте. У них завязываются дружеские отношения. У Людмилы (одногрупницы Сергея)  намечался день рождения, и Сергей решил подарить ей грампластинку группы The Rolling Stones, купленную им с рук за большие деньги у фарцовщиков. Деньги он достал, сдав в букинистический магазин книги своего деда. Однако, когда придя к ней и вручив подарок, он ставит пластинку на воспроизведение, то оказывается, что это не The Rolling Stones, а Чайковский — «Лебединое озеро», пластинки которого везде свободно продаются. Но герои не сильно расстраиваются и даже смеются над этим забавным событием. Главное, что они вместе.
Вскоре у них на курсе появляется новенькая — красивая девушка Катя, и Сергей, пользуясь тем, что Люда болеет, начинает заигрывать с ней. Люда узнаёт об этом и просит Сергея не приходить больше к ней. Друг Сергея, Степан, тайно влюблён в Людмилу и оказывает ей всяческие знаки внимания, помогает ей с учёбой.
Летом их группа едет на практику в один провинциальный городок, и там Сергей ещё раз пытается помириться с Людой, но безрезультатно. Тогда в отместку ей он предлагает Екатерине уехать вместе с ним отдыхать в Гагры, и та соглашается. В Гаграх молодые люди ссорятся, далее Сергей идет в ресторан, там он случайно встречает друга Костю. Сергей и Костя попадают в драку с другими посетителями ресторана, от милиции они откупились, японским радиоприемником (очень дорогим и дефицитным, по тем временам), далее приезжает Сергей в Москву. По приезде в Москву Сергей опять звонит Люде, она спускается к подъезду и говорит Сергею, что беременна от Степана. Сергей в ярости, при встрече со Степаном он плюёт перед ним на пол.
Вскоре от тяжёлой болезни умирает мать Сергея, и он и его брат остаются с дедом (отец, дедов зять, давно оставил их). Дед просит Сергея когда-нибудь съездить в так называемый «город ветров», который находится в Средней Азии, где дед и отец когда-то работали в археологической экспедиции. На свадьбу к Люде Сергей посылает брата с подарком — хорезмской игрушкой, когда-то найденной отцом и подаренной матери (рассказывая об этом Сергею, мать назвала Хорезм «исчезнувшей империей»). С трудом, так как ни одно такси не ехало туда, Сергею всё же удалось посетить место, про которое говорил дед.
Затем события переносятся в наши дни. Аэропорт. Человек подходит к Сергею, и спрашивает, не узнаёт ли тот его. Оказывается, что это Степан, который эмигрировал в 1990-х в Финляндию и не собирается возвращаться: «Мой адрес — Советский Союз». Сергей говорит ему, что работает переводчиком с фарси, а их общий друг, ловкий сын дипломата Костя, с которым они не раз спорили о том, «где лучше» и «что будет лет через тридцать», «не вписался в нашу жизнь», спился и умер. Степан, в свою очередь, рассказывает Сергею, что, поженившись с Людой, они, прожив год, расстались.

## В ролях
- Александр Ляпин — Сергей Нарбеков
- Лидия Милюзина — Люда Белецкая
- Егор Барановский — Степан Молодцов
- Иван Купреенко — Костя Денисов
- Армен Джигарханян — дед Сергея
- Ольга Тумайкина — мать Сергея
- Владимир Ильин — Степан Молодцов в наши дни
- Татьяна Яковенко — мать Люды
- Янина Калганова — Катя
- Василий Шахназаров — Миша, брат Сергея
- Станислав Эвентов — доцент Григорьянц
- Яна Крайнова — девушка из ресторана (эпизодическая роль)
- Александр Пятков — певец из ресторана (эпизодическая роль)

## Съёмочная группа
- Автор сценария: Сергей Рокотов, Евгений Никишов
- Режиссёр: Карен Шахназаров
- Оператор: Шандор Беркеши
- Художник-постановщик: Людмила Кусакова
- Композитор: Константин Шевелев
- Художник по костюмам: Алла Оленева

## Музыкальное оформление
В фильме используется музыка групп Deep Purple (композиция «Smoke on the Water») и Shocking Blue (композиция «Venus»).

## Производство
Съёмки проходили в четырёх странах: России (Москва), Абхазии (Гагра), Узбекистане (Хива) и Туркменистане (Куня-Ургенч).
В 2012 году была выпущена другая монтажная версия фильма под названием «Любовь в СССР». Эта версия отличается от «классической» более лирической окраской. Почти всё время звучит лирическая музыкальная тема, напоминающая музыку Таривердиева и Петрова к советским комедиям на тему любви зрелых людей. При монтаже сокращены некоторые куски закадровых звуков.